# Chrysolina cerealis
Chrysolina cerealis es una especie de insecto coleóptero de la familia Chrysomelidae. Fue descrita en 1767 por Linnaeus.